# NGC 3762
NGC 3762 é uma galáxia espiral (Sa) localizada na direcção da constelação de Ursa Major. Possui uma declinação de +61° 45' 33" e uma ascensão recta de 11 horas, 37 minutos e 23,8 segundos.
A galáxia NGC 3762 foi descoberta em 19 de Março de 1790 por William Herschel.